# Tadeusz Sendzimir
Tadeusz Sendzimir (en polonais Sędzimir), né à Lemberg (royaume de Galicie et de Lodomérie) le 15 juillet 1894, mort le 1er septembre 1989 à Waterbury (Connecticut) (États-Unis), est un ingénieur qui a marqué le domaine de la sidérurgie. Il a déposé 120 brevets, dont 73 aux États-Unis.

## Biographie

Schéma de principe d'un laminoir Sendzimir.

Sendzimir était le fils aîné de Kazimierz Jaskółowski et Wanda Jaskółowska. Fasciné par les machines lorsqu'il était enfant, il fabriqua son premier appareil photo à l'âge de 13 ans.
Tadeusz Sendzimir a donné son nom à divers procédés de traitement de l'acier parmi lesquels un procédé de galvanisation à chaud de référence, notamment pour les matériaux utilisés dans les constructions métalliques tels que les poteaux et arceaux de serres.
Il est également l'inventeur d'un laminoir à 20 rouleaux. Le principe consiste à atteindre de hautes pressions de laminage tout en limitant les efforts, par l'utilisation de cylindres de travail de petit diamètre (quelques centimètres). La faible tenue à la flexion de ces cylindres est compensée par un empilement de rouleaux de soutien. Ce type de laminoir est très adapté au travail à froid d'aciers durs ou inoxydables, pour l'obtention de tôles de faible largeur.